# 27 Aquilae
27 Aquilae (d Aquilae) é uma estrela na direção da Aquila. Possui uma ascensão reta de 19h 20m 35.68s e uma declinação de −00° 53′ 31.8″. Sua magnitude aparente é igual a 5.46. Considerando sua distância de 509 anos-luz em relação à Terra, sua magnitude absoluta é igual a −0.51. Pertence à classe espectral B9III.